# 15min
15min (lit. Penkiolika minučių) – litewski portal internetowy o charakterze informacyjnym, jeden z głównych tego typu serwisów w kraju. Stanowi część estońskiej grupy Postimees.
Jest dostępny w dwóch wersjach językowych: litewskiej i angielskiej.
W ciągu miesiąca portal odnotowuje ponad 20 mln wizyt (stan na 2020 rok). W październiku 2021 r. był 30. stroną WWW w kraju pod względem popularności (według danych Alexa Internet).